# Peridroma subtincta
Peridroma subtincta là một loài bướm đêm trong họ Noctuidae.